# Război valutar

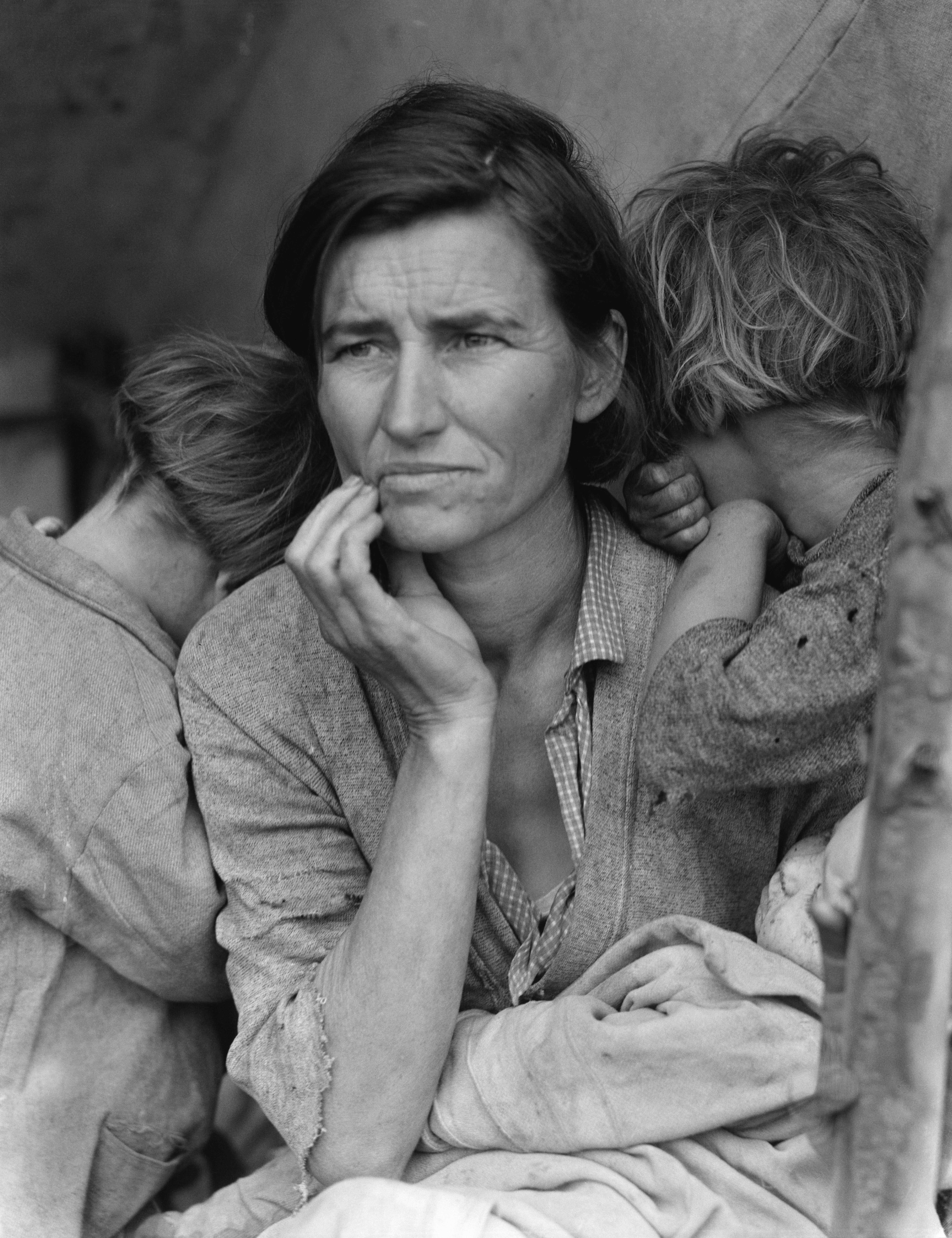
Mamă migrantă de Dorothea Lange (1936). Acest portret al unui muncitor agricol în vârstă de 32 de ani cu șapte copii a devenit o fotografie emblematică, simbolizând sfidarea în fața adversității. Un război valutar a contribuit la dificultățile economice mondiale din timpul Marii Depresiuni din anii 1930.

Războiul valutar, cunoscut și sub denumirea de devalorizări competitive, este o situație în relațiile internaționale în care țările caută să obțină un avantaj comercial față de alte țări prin scăderea cursului de schimb al propriei monede în raport cu alte valute.
Pe măsură ce cursul de schimb al unei monede scade, exporturile devin mai competitive pe piețele externe, iar importurile devin tot mai scumpe. Ambele efecte susțin industria internă și, implicit, ocuparea forței de muncă, printr-o creștere a cererii atât pe piața internă, cât și pe cea internațională. Totuși, creșterea prețurilor la bunurile de import (precum și costul călătoriilor în străinătate) este nepopulară, întrucât afectează puterea de cumpărare a cetățenilor. Dacă toate statele adoptă o strategie similară, poate rezulta un declin generalizat al comerțului internațional, în detrimentul tuturor.
În general, țările au permis forțelor pieței să funcționeze sau au participat la sisteme de cursuri de schimb gestionate. O excepție a avut loc când a izbucnit un război valutar în anii 1930, când țările au abandonat standardul aurului în timpul Marii Depresiuni și au folosit devalorizări ale monedei în încercarea de a-și stimula economiile. Întrucât acest lucru împinge efectiv șomajul peste hotare, partenerii comerciali au ripostat rapid cu propriile devalorizări.
Statele care s-au angajat într-o posibilă devalorizare competitivă începând cu anul 2010 au utilizat o combinație de instrumente politice, inclusiv intervenția guvernamentală directă, impunerea de controale ale capitalului și, indirect, relaxarea cantitativă.

## Relaxarea cantitativă

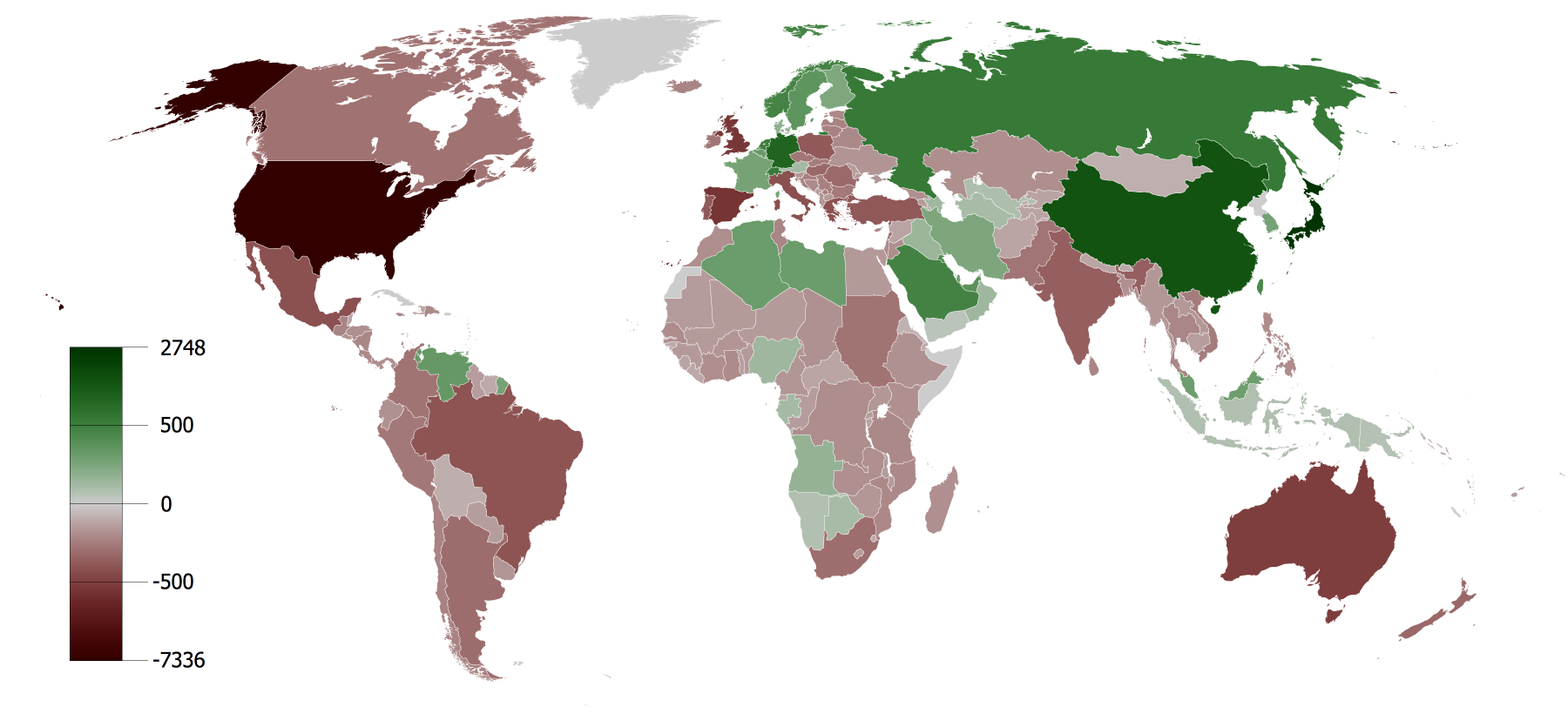
Soldul cumulativ al contului curent 1980–2008 (miliarde USD) pe baza datelor Fondului Monetar Internațional

Relaxarea cantitativă ste o practică prin care o bancă centrală încearcă să atenueze o recesiune potențială sau actuală prin creșterea masei monetare în economia națională. Acest lucru se poate realiza prin tipărirea de bani și injectarea lor în economie prin operațiuni pe piața deschisă.
Relaxarea cantitativă a fost utilizată pe scară largă ca răspuns la criza financiară din 2008, în special de către Statele Unite și Regatul Unit, și într-o măsură mai mică de zona euro. Banca Japoniei a fost prima bancă centrală care a susținut că a aplicat o astfel de politică.